# Redvoertuig

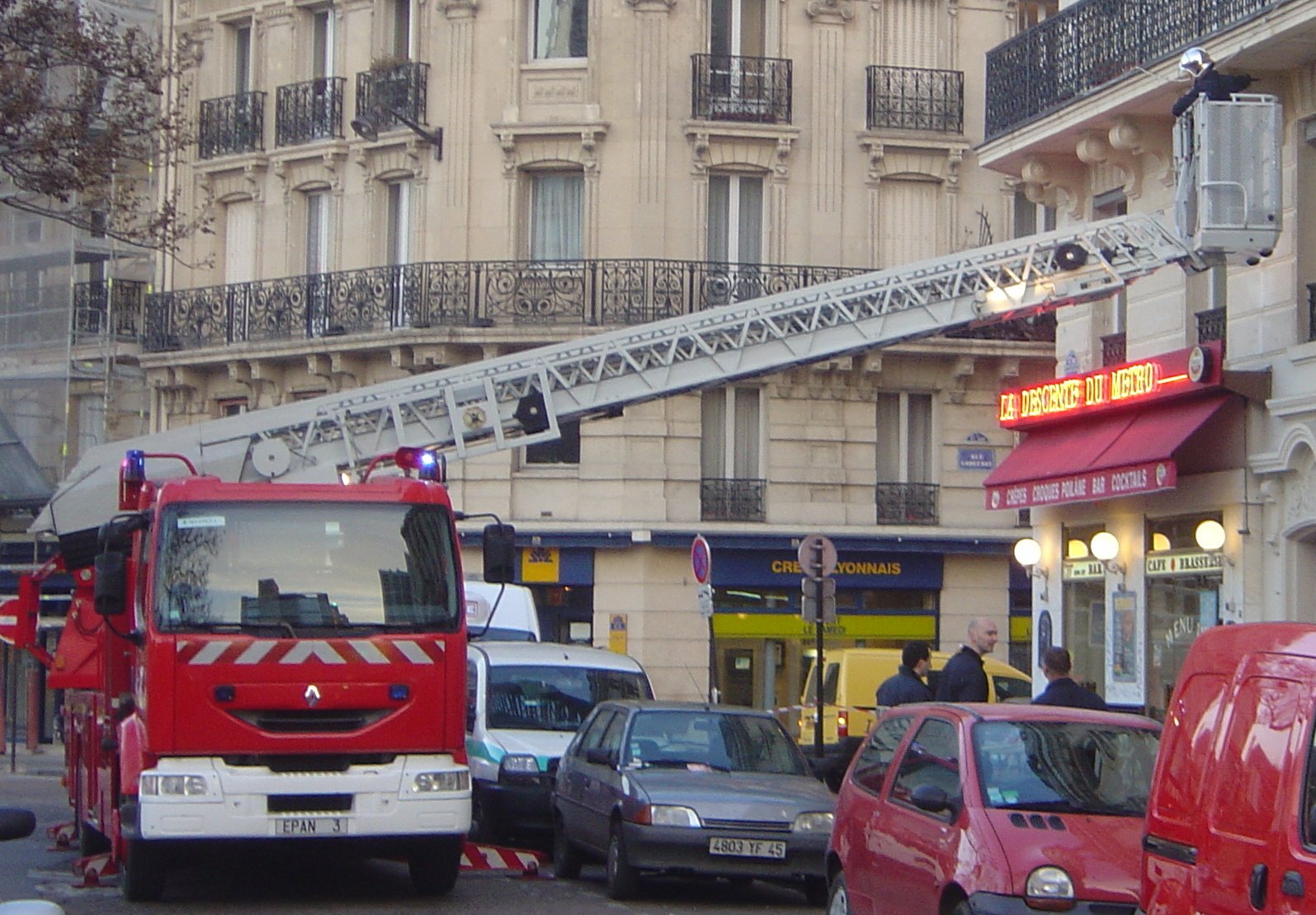
Autoladder

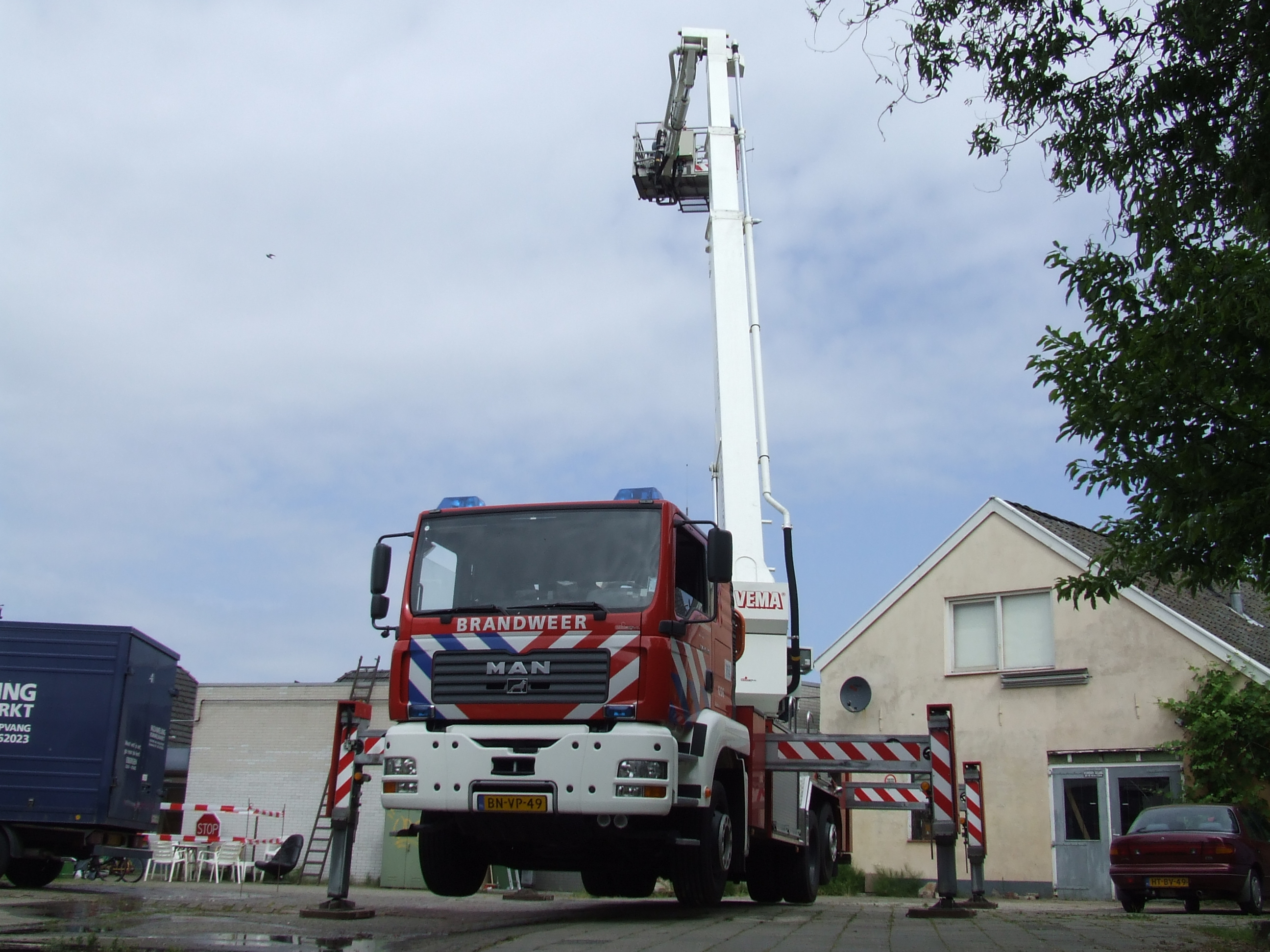
Hoogwerker

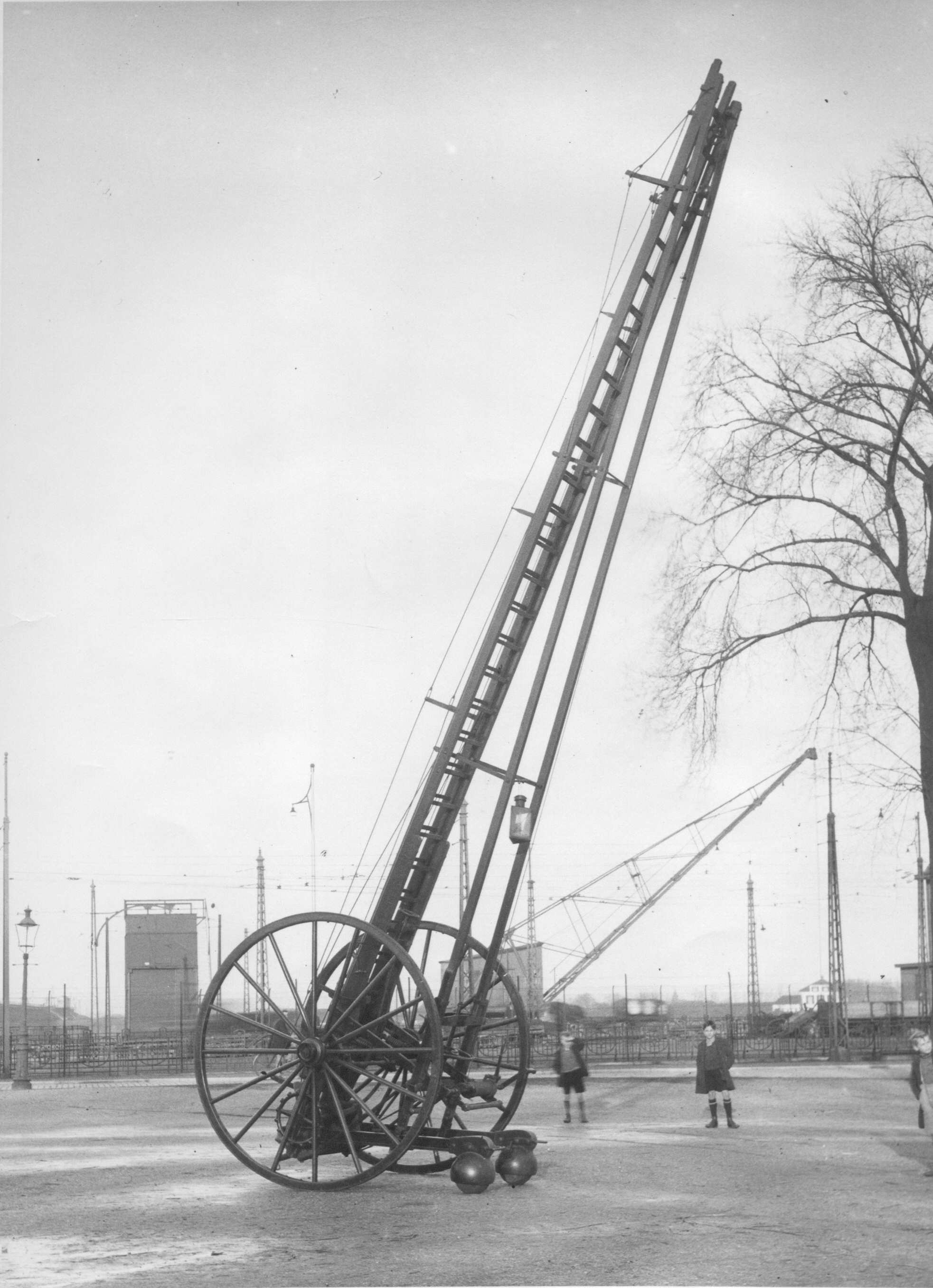
Een brandweerladderwagen in 1930

Een redvoertuig is een brandweervoertuig dat ingezet wordt voor het redden van personen op grotere hoogte. Er zijn twee hoofdsoorten:
- Autoladder
- Hoogwerker

Naast het redden hebben deze voertuigen ook vaak het blussen tot taak doordat er een waterstraal via de ladder of de hoogwerker van bovenaf op het vuur gericht kan worden. Over het algemeen hebben redvoertuigen een bereik van ongeveer 30-35 meter.